# Gavatx
La paraula gavatx és un apel·latiu pejoratiu que s'aplicava tradicionalment als occitans tot i que més recentment el seu ús s'estengué també als forasters en general.

## Origen i ús del mot gavatx
El mot gavatx apareix per primer cop en català l'any 1603, coincidint amb el fort de la immigració ultrapirinenca. Al Principat de Catalunya, s'utilitzava per denominar despectivament les persones vingudes d'Occitània.
Però és en textos occitans on apareix primerament aquest terme; des del segle xv es documenta la paraula gavach, que es referia als treballadors estrangers provinents de regions pobres, sobretot del nord. Alguns exemples del començament del segle xx de la zona meridional i central d'Occitània ens confirmen aquest sentit. Per exemple, a dos pobles prop de la costa mediterrània, a La Sala (Lasalle en francès) (departament del Gard) i a Puègseriguièr (francès: Puisserguier) (departament de l'Erau, francès: Hérault) la paraula «gavach» significava respectivament "muntanyès, home grosser" i "muntanyès dels departaments de la Losera (francès : Lozère), del Tarn, de l'Avairon (francès : Aveyron) (que són zones interiors i de muntanya del migdia francès). Al seu torn, a l'Avairon significava "un habitant del Gavaldà" (regió encara més muntanyosa i rural del Massís Central) i al Gers "una persona estrangera al país". A Montpeller i la plana llenguadociana designa els habitants de les Cevenes (Les Cévennes) i els qui viuen en les zones muntanyenques i que parlen el dialecte gavot, considerat com grosser per la fonètica diferent (noteu que en aquestes regions 'gavot' és la pronúncia de 'gavach').
En canvi, a partir de la fi del segle xv, els gascons han tractat de gavaches (o gavais) les persones que parlaven un cert dialecte del francès, el peitaví-santongès, i que van repoblar a la fi de la Guerra dels Cent Anys la regió d'Entre Doas Mars (francès : Entre-deux-Mers), anomenada a partir de llavors la Petita Gavatxaria, a la baixa vall de la Garona. A més, al nord-est de la Gironda (als voltants de Coutras i Blaye), la zona limítrofa anomenada Lo País Gavach (francès: Le Pays Gavache), o també La Grande Gavacherie (La Grand Gavachariá o lo País Gavai, en occità) és un enclavament de llengua d'oïl en territori gascó, al límit de les llengües d'oc (és a dir, l'occità) i d'oïl (el francès), on es parla el santongès (dialecte oïl).
Segons el llibre «Larousse des Noms de Famille», el nom propi ‘gavache' –que és també un cognom- designava els peitavins i els santongesos (tots dos són tradicionalment de parla francesa) i tenia el sentit de ‘mandrós' en francès antic.
En conclusió, fos on fos utilitzat, originàriament el terme pejoratiu 'gavatx, gavach, gavache, gabaï, gabacho' designava sempre una persona estrangera al país, vinguda d'un territori veí del nord, rústega, muntanyesa i grossera, en les maneres i en el parlar. Noteu com varia el seu significat segons el punt de vista geogràfic:
- A Catalunya, els gavatxos són tots els francesos. Originàriament s'adreçava solament als immigrats occitans que exercien els oficis més vils a la península Ibèrica.
- Al Rosselló, els gavatxos són els llenguadocians.
- Al Llenguadoc, los gavaches són les persones de parla occitana que provenen de zones de l'interior del país, de llocs isolats i muntanyosos, d'una mica més al nord i de marcat caràcter rural, com el Gavaldà i l'Alvèrnia. segons historiadors, l'antiga regió del Gavaldà (en francès Gévaudan) prové del nom d'una tribu celta que s'anomenava 'gabales'. El seu territori correspon més o menys al departament de la Lauzèra (Lozère) actual.
- A la Gironda meridional (a l'extrem nord de la Gascunya), los gavaches són els veïns de més amunt, és a dir, de la Gironda septentrional, de la Charente Maritime i de la Charente, que eren de parla francesa, no pas occitana.

Per tant, es pot tractar de gavatx als veïns del nord i al mateix temps ser tractat de gavatx pels veïns del sud.
Per antiguitat, és indiscutible que el mot gavatx ve de l'occità i que d'aquesta llengua va passar al català en l'època en què hi va haver la forta immigració de gent del país veí. No se sap segur quina és l'etimologia del mot, però és possible que sigui un derivat del celta gaba, que significava gola, gorja», i també «goll» (inflamació del coll que apareix amb freqüència en determinades zones geogràfiques on el iode és escàs, com els Alps, els Pirineus). El fet que molts muntanyesos patissin aquesta malaltia de la tiroide i que parlessin malament va fer que al final gavatx es referís a tota persona originària del Massís Central, ruda i ignorant; segurament aquest sentit es va veure ajudat pel mot «Gabalis», que era un poble celta de l'actual Gavaldà. abans de 'gavach' va aparèixer 'gavot' (totes dues paraules són derivades de l'arrel indoeuropea *gaba), que des de les primeres atestacions del segle xiv en occità provençal significa el mateix que gavatx i és utilitzat per la gent de la Baixa Provença per denominar la gent de l'Alta Provença.
Geogràficament, el Massís Central s'inclou en divuit departaments francesos: Allier, Ardèche, Aude, Aveyron, Cantal, Corrèze, Creuse, Gard, Hérault, Loire, Haute-Loire, Lot, Lozère, Puy-de-Dôme, Rhône, Tarn, Tarn-et-Garonne, Haute-Vienne. En aquests departaments l'altitud supera els 500 metres. Veiem que quatre departaments estan situats enterament en el massís: Aveyron, Lozère, Cantal, Haute-Loire. El Gavaldà es troba al departament de Lozère i una petita part a Haute-Loire.
Els catalans van manllevar el mot que una part dels immigrats donaven a l'altra part i la van aplicar a tots els occitans i fins i tot als francesos. Com va arribar al català? S'explica per la immigració rebuda al segle xvi, una immigració barrejada de gent del Baix Llenguadoc (Llenguadoc costaner) i del Massís Central). Fruit de la situació socioeconòmica dels immigrats occitans i de la situació política entre Catalunya i França, s'entén que als segles xvi i xvii els gavatxos fossin mal considerats i que aquesta paraula fos connotada molt negativament, que fos gairebé un insult, com ja ho era, de fet, al migdia francès. Per això, no ha de sorprendre que en la fraseologia i les dites catalanes tradicionals els mots gavatx i francès denotin un ús ben pejoratiu:
- «Passar-se gavatx» (que a l'Empordà tenia el sentit de «no tenir paraula»)
- «De gavatx i de porc, no te'n fiïs fins que és mort»
- «Digues mal dels francesos!» o bé «No cal dir mal dels francesos!» (que vol dir que qui té defectes no ha de criticar els dels altres)

Malgrat el seu ús pejoratiu, ‘gavatx' ha deixat una bona empremta en la nostra toponímia. Per exemple, hi ha la masia Can Gavatx a Brunyola i Sant Martí Sapresa (La Selva), la font del Gavatx a Argentona (Maresme), el Salt del Gavatx a Colera (Alt Empordà), bosc del Gavatx a Olesa de Montserrat (Baix Llobregat), el dolmen del Gavatx a Castellterçol (Moianès), el còrrec del Gavatx a Urtx (Cerdanya), les feixes del Gavatx a la Baronia de Rialb (Noguera), carrer dels Gavatxons a Terrassa, els Estanys dels Gavatxos i la Collada dels Gavatxos a Boí (Alta Ribagorça).

## Emigració occitana
Al començament del segle xvi, a França: d'una banda, els catòlics immobilistes, de l'altra, els protestants reformadors calvinistes–aquests darrers coneguts amb el nom d'hugonots. D'aquest conflicte politicoeconòmic, havia començat un conflicte entre dues faccions religioses que pretenien aconseguir el poder en resultaria un seguit de guerres civils que van provocar la fugida massiva de ciutadans francesos.
Però, la immigració occitana a Catalunya és un fenomen que ja existia abans de les guerres de religió. Per tant, ens podríem demanar quines han estat les causes d'aquest èxode tan important de la meitat sud de França vers la península Ibèrica: 
- La pobresa, la fam i les epidèmies que patien algunes regions de Gascunya, dels Pirineus i del Massís Central;
- La superpoblació de les regions més muntanyenques i rurals del migdia francès;
- Els efectes de les guerres de religió, que van intensificar la ja tradicional immigració ultrapirinenca.
- L'atracció que els oferia una terra plena de possibilitats econòmiques derivades de la manufactura i del comerç, amb una demografia molt baixa i amb manca de mà d'obra.

Així, doncs, des de les acaballes del segle xv, abans que esclatés el conflicte entre catòlics i protestants, certes regions franceses –zones muntanyenques, isolades i amb una economia poc viva– es veien amb la necessitat d'aportar el seu excedent de població a altres zones. Més tard, aquesta immigració, fins llavors sostinguda i gradual, es va acréixer pel desordre generat per les guerres.
Com van començar els conflictes bèl·lics? Des del seu començament a França (1547), el protestantisme va tenir interessos econòmics i socials oposats al catolicisme. Després d'un creixement espectacular entre 1555 i 1562, quan els hugonots arriben a dos milions (sobretot entre els nobles i la burgesia de les grans ciutats, i en particular al sud i al centre del país), el nou moviment reformista és vist per al poder establert de París (els nobles propers al rei i el Parlament són majoritàriament) com una amenaça que cal eliminar. D'aquí, la massacre d'hugonots a Vassy l'1 de març de 1562, data inicial de les Guerres de Religió, vuit guerres entretallades per treves. S'estima que el nombre total de morts a París durant la primera massacre fou de 2.000, i de 5.000 a 10.000 a tot França. Després d'aquest fet tràgic, els hugonots es van transformar en un moviment polític fort que va agrupar un potent exèrcit amb Enric de Navarra, futur pretendent de la corona, i la Casa de Borbó com a aliats. Van tenir al seu poder 60 ciutats fortificades i van esdevenir una amenaça real per a la corona catòlica. Però a causa del nombre més gran de catòlics els hugonots s'enduen la pitjor part de les guerres. Un fet inesperat, però, capgira la seva situació desfavorable: l'assassinat del rei catòlic Enric III. Després d'això, Enric de Navarra pot erigir-se com a rei de França, però no ho podrà fer si abans, per guanyar-se el favor de la poderosa i influent part catòlica, no es converteix al catolicisme. Les guerres van continuar fins al 1598, quan el nou rei va proclamar l'Edicte de Nantes, que donava igualtat de drets als protestants i als catòlics.
Aquest estat de les coses ens podria fer pensar que la majoria d'immigrats francesos d'aquella època eren hugonots. Res més lluny de la veritat: la major part dels immigrats occitans no eren pas luterans o calvinistes, sinó catòlics del sud que fugien del desordre, de la destrucció i mortaldat que provocaven els hugonots, en certs moments vencedors. És així com, per exemple, el 1592 un pretendent a nuvi d'origen francès explicava les raons de la seva partença: "[…] per quant los camins són molt parilosos y la França corumpuda per molts luterans y altres homes facinerosos y per molts altres parils".
Més tard, el 1661, quan Lluís XIV prengué el control del govern, es va iniciar una nova onada de persecucions, fins que el 1685 aquest mateix rei va declarar definitivament il·legal el protestantisme per mitjà de l'Edicte de Fontainebleau. Com a conseqüència, més de 200.000 hugonots van haver de fugir a altres països protestants (Holanda, Anglaterra, Alemanya i Suïssa) i encara alguns a Catalunya.

## Pescalluna
Pescalluna/Pescaluna és un sobrenom donat tant a Catalunya com a Occitània. No se sap si és una coincidència, però tenint en compte la forta immigració occitana a casa nostra als segles xvi i xvii ens podem demanar si no és possible que el sobrenom viatgés de nord a sud amb l'arribada dels immigrants ultrapirinencs.
A Occitània, s'aplica als habitants de la vila de Lunel, al departament de l'Erau (en francès l'Hérault). Segons la llegenda local, es diu que en temps antics els perseverants lunelesos cada nit assajaven de pescar la lluna. Sense reeixir, és clar. A més, el mot occità ‘pescaluna' ha passat de ser el sobrenom dels habitants de Lunel a ser un nom comú que s'utilitza per descriure una persona llunàtica i una mica tanoca.
A Catalunya, l'apel·latiu Pescalluna s'aplica satíricament tant als habitants de Torelló (Osona), com als de Ventalló (Baix Empordà) i de Sant Feliu de Pallerols (Garrotxa). En les dues localitats gironines, es diu que segons la llegenda els habitants d'aquests dos pobles volien pescar la lluna del riu amb un cove. En canvi, a Torelló l'explicació popular del renom és lleugerament diferent: en una nit de lluna clara, els torellonencs veieren la lluna reflectida dins el riu o dins un rec profund, i no sabent què era, decidiren pescar-la; enganxaren l'ham en algun relleu del sòl del riu o torrent, i estiraren amb tanta força, que la corda es trencà i tots caigueren d'esquena, i quan veieren la lluna al cel, cregueren que hi havia anat a parar de tan fort que havien estirat.

## Antroponímia
Per força, tota la gent vinguda d'ultraPirineus havia de donar nous cognoms a la població. Cal dir, però, que a la Catalunya medieval ja hi havia cognoms occitans –potser fruit de petites immigracions anteriors al segle xv. A més, una gran part dels cognoms catalans o occitans eren coincidents, sense esmentar els possibles canvis de cognom, puix que com se sap els immigrats sempre tendeixen a menysprear el que és seu i assagen d'assimilar el que és del país on s'estableixen (una mena de pudor o de vergonya d'ésser identificat com a estranger). Per exemple, un home amb el cognom Montesquieu a França passava a Montesquiu a Catalunya. De vegades l'adaptació fa que hi hagi més canvis, per exemple, de l'immigrat Gibert Rossejach els seus descendents en prengueren el nom Gavert (deformació de Gibert) com a cognom.
Tret d'una minoria de casos, la majoria dels cognoms occitans eren paral·lels als cognoms catalans actuals (Anglada, Bonet, Creus, Riu, Duran, Font, Planes, Ribera, Serra, Montagut, Boïgues...).